# Dolores (odrůda jablek)
Dolores (Malus domestica 'Dolores') je ovocný strom, kultivar druhu jabloň domácí z čeledi růžovitých. Plody jsou řazeny mezi podzimní odrůdy jablek, sklízí se v září, dozrává v říjnu, skladovatelné jsou do konce ledna.

## Historie

### Původ
Byla vyšlechtěna v ČR, v šlechtitelské stanici Těchobuzice, v roce 2002. Odrůda vznikla zkřížením odrůd 'Prima' a TE - 2/26.

## Vlastnosti

### Růst
Růst odrůdy je střední. Koruna má rozložitý habitus. Pravidelný řez je vhodný.

## Plodnost
Plodí záhy, bohatě ale nepravidelně.

## Plod
Plod je kulovitý, střední. Slupka hladká, zelenožluté zbarvení je překryté červenou barvou. Dužnina je nažloutlá se sladce navinulou chutí, aromatická, dobrá.

## Choroby a škůdci
Odrůda je rezistentní k strupovitosti jabloní a středně odolná k padlí. Odrůda je vhodná pro pěstování jabloní bez chemické ochrany.

## Použití
Je vhodná ke skladování a přímému konzumu. Odrůdu lze použít do všech poloh ale za nejvhodnější jsou považovány střední polohy. Ačkoliv jsou pro odrůd použitelné všechny podnože, je doporučováno pěstování odrůdy na slabě rostoucích podnožích ve všech tvarech.